# Burg Wertheim
Die Burg Wertheim ist die Ruine einer Höhenburg auf einer hohen, schmalen Bergzunge zwischen den beiden Tälern von Main und Tauber oberhalb der Stadt Wertheim. Sie ist eine der ältesten Burgruinen Baden-Württembergs.

## Baugeschichte
Die Burg Wertheim wurde 1183 erstmals urkundlich erwähnt und „von der Oberburg ausgehend bis zu ihrer Zerstörung im Dreißigjährigen Krieg in mehreren Bauperioden zu einer großzügigen Burganlage erweitert. Von der Oberburg stehen noch der Bergfried (um 1200) sowie der Palas aus dem zweiten Drittel des 13. Jahrhunderts. An den Palas schließt ein weiterer Wohnbau an, in dem Reste einer älteren Anlage erhalten sind.“ Die Stadt war eine „planmäßige Gründung zu Füßen der Burg [...] Mit dem Bau der Stadtbefestigung muß wohl schon um 1200 begonnen worden sein; sie umschloss schließlich Burg und Stadt mit einem Mauerring.“
Die ursprüngliche Siedlung lag auf dem anderen Ufer des Main, denn „bis ins hohe Mittelalter führte Kreuzwertheim den Namen Wertheim, der soviel bedeutet, wie ‚erhöhtes Land am Wasser‘. Der Name auf -heim kennzeichnet diese Siedlung als frühe Gründung, die wohl in der Zeit der fränkischen Landnahme entstanden ist.“ Das Gelände der heutigen Stadt Wertheim am Zusammenfluss von Tauber und Main war bis ins Mittelalter mit Sicherheit ständigen Überschwemmungen ausgesetzt.

## Geschichte
Die Grafen von Wertheim, Angehörige des fränkischen Adelsgeschlechts der Reginbodonen, nannten sich erstmals 1132 nach Wertheim. In diesem Jahrhundert wurde mit dem Bau der Burg begonnen, die sich auch zu einem kulturellen Mittelpunkt entwickelte. Der Dichter Wolfram von Eschenbach stand in enger Verbindung mit den Grafen von Wertheim. Seine Anwesenheit auf der Burg kann als sicher angenommen werden.

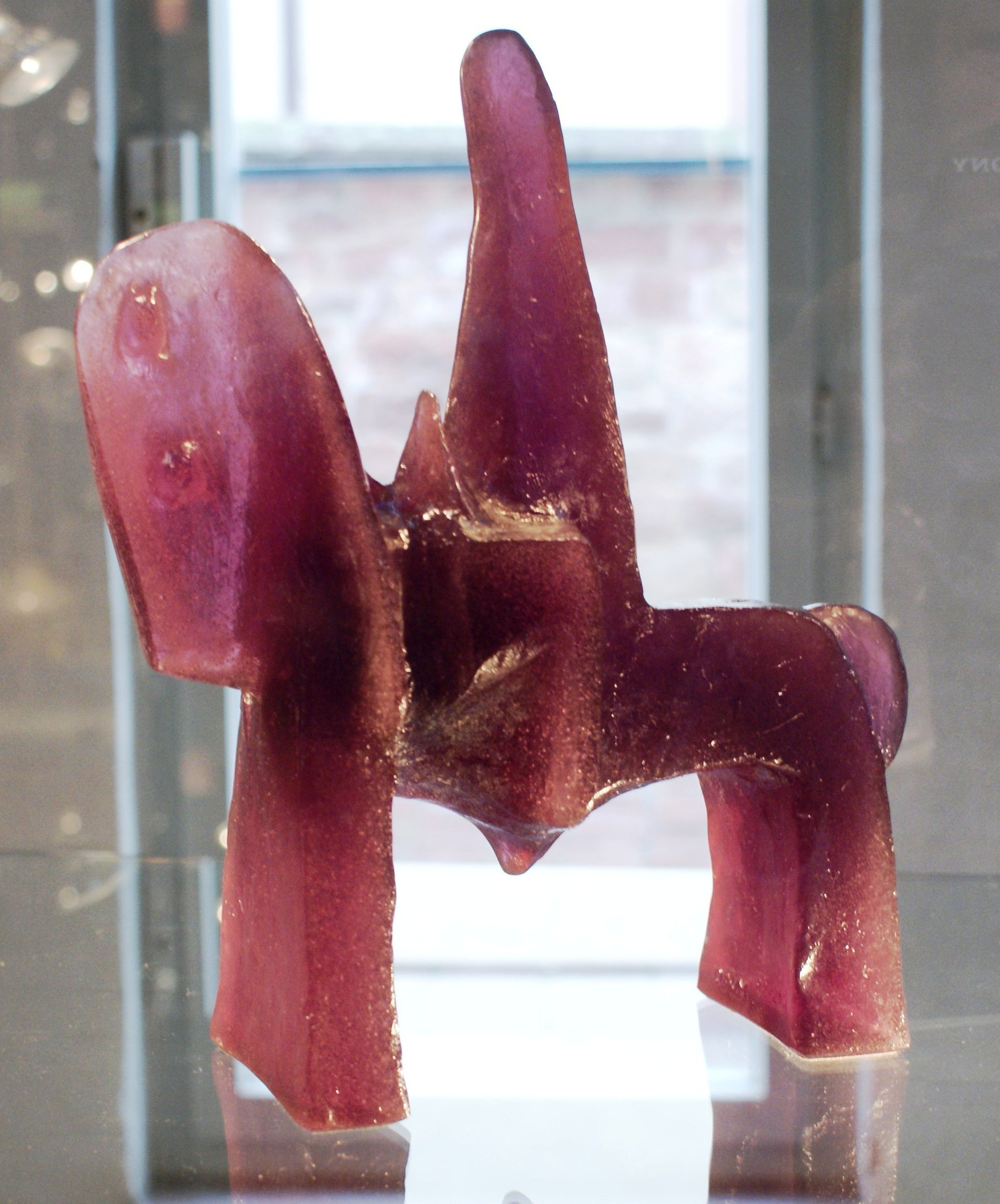
Skulptur des „Parsifal“ im Glasmuseum Wertheim

### Niederschrift des Parzival
Der Hinweis Wolframs im 4. Buch des Parzival: „min herre der grave von Wertheim“ ist Grundlage der Annahme, dass er ihn auch in der Burg der Grafen schrieb. Die Niederschrift, die allgemein angenommen zwischen 1200 und 1210 erfolgte, fällt dadurch in die Regierungszeit des Wertheimer Grafen Poppo II. ab 1212: „Es ist anzunehmen, daß Graf Poppo, der [seit 1190] in der Umgebung Kaiser Heinrichs VI. weilte, der als Minnesänger bekannt ist, sich ebenfalls für die höfische Dichtung der Zeit interessiert hat.“ Die Bekanntschaft beider könnte somit auch schon vor der Regierungszeit Poppos begonnen haben. „Einigermaßen gesichert ist hingegen nur, daß Wolfram als Ministerialer der Wertheimer Grafen Güter in Obereschenbach und Pleinfeld bei Ansbach zu Lehen hatte, denn Wertheimer Besitz und Hoheitsrechte sind an jenen Orten und in der betreffenden Zeit und auch noch später urkundlich bezeugt.“ Ein weiterer Ort der Niederschrift (genannt im 5. Kapitel) ist eine „Burg Wildenberg“, möglicherweise handelt es sich dabei um die Burg Wildenberg bei Kirchzell.

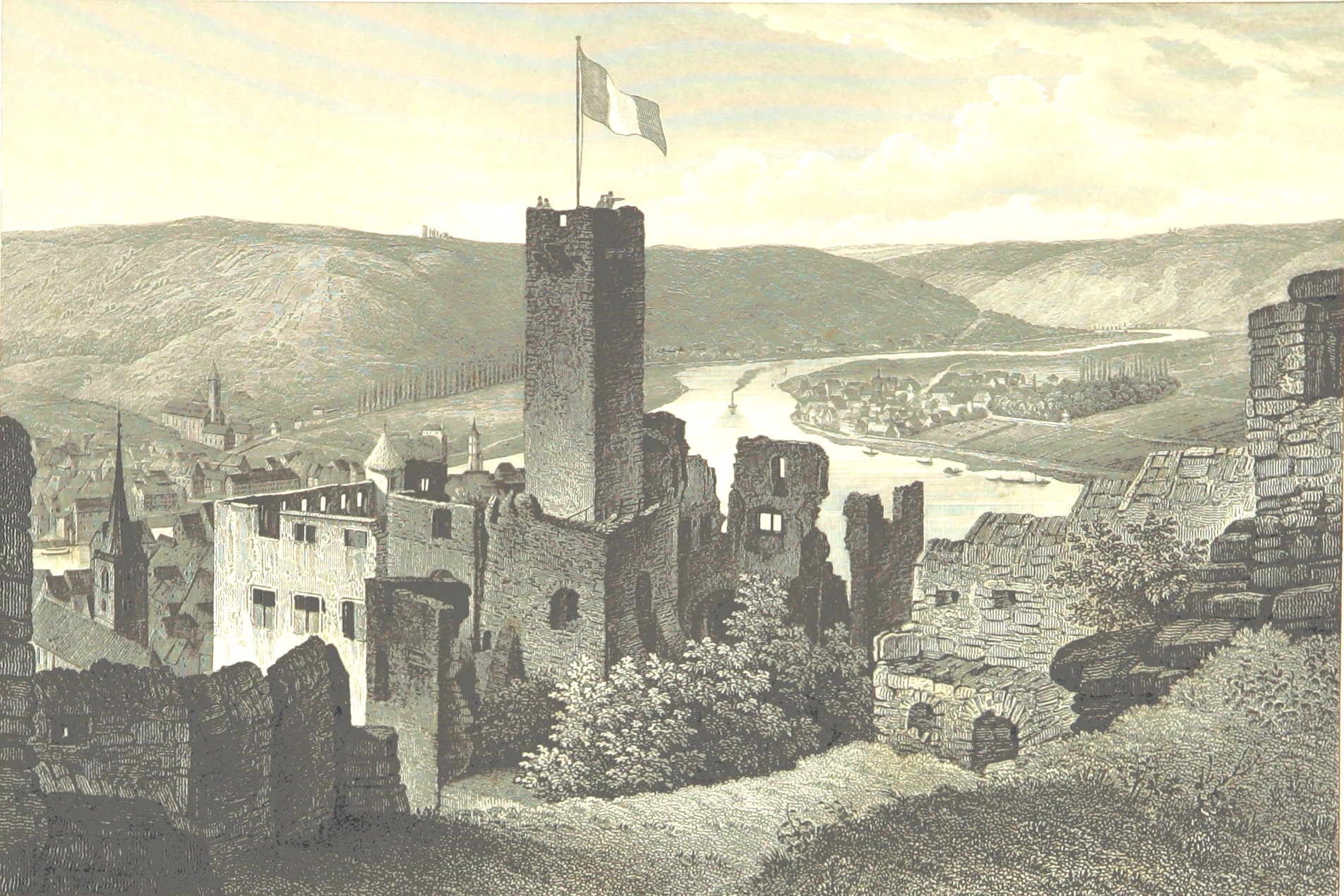
Burg Wertheim 1847

### Neuzeit
1556 starb das Grafengeschlecht von Wertheim aus. Ihm folgte Ludwig Graf zu Stolberg-Königstein, der 1598 von einem seiner Schwiegersöhne, Graf Ludwig von Löwenstein, abgelöst wurde.
Durch eine Pulverexplosion wurden 1619 Teile der Burg zerstört. Im Dreißigjährigen Krieg wurde die Burg von den Schweden besetzt, und durch den Beschuss der kaiserlichen Truppen 1634 folgten weitere Zerstörungen. Seitdem liegt sie in Trümmern.
Ab 1982 wurde die Burgruine Wertheim mit erheblicher Unterstützung des Landes Baden-Württemberg saniert. Seit 1995 ist sie im Besitz der Stadt Wertheim, die sie den Vorbesitzern, den ehemaligen Adelsgeschlechtern Löwenstein-Wertheim-Freudenberg und Löwenstein-Wertheim-Rosenberg, abkaufte.
Am 21. Juli 2008 stimmte die Mehrheit des Wertheimer Gemeinderates einer Vorlage der Stadtverwaltung zu, die vorsieht, die Burg durch Einrichtung eines Schrägaufzuges leichter zugänglich zu machen. Eine Bürgerinitiative fürchtet hingegen um das Wertheimer Stadtbild und sammelte bis zum 1. September 2008 Unterschriften zur Durchsetzung eines Bürgerbegehrens, das den Gemeinderatsbeschluss aufheben sollte, angesichts dieser Entwicklung revidierte der Gemeinderat am 1. Dezember 2008 seinen Beschluss, den Aufzug zu bauen.
Eine umfassende Erneuerung der in die Jahre gekommenen Burgbeleuchtung wurde 2023 in die Wege geleitet. Die Kosten für die moderne LED-Technologie mit allen begleitenden Maßnahmen wurden mit über 600.000 Euro beziffert.

## Anlage
Hinter einem tiefen Halsgraben stehen die Bauten auf höhengestaffeltem Felsterrain. Zusätzlich war die Burg durch die starken Außenwerke der Zeit nach 1400 gesichert, und Flügelmauern verbanden sie mit der Stadt, die sich in ihrem Schutz entwickelte. Auf östlicher Seite von einer hohen Mantelmauer umschlossen, steht inmitten der Oberburg der schlanke Bergfried. Das Palasgebäude, ehemals mit Burgkapelle, vervollständigt das Bauprogramm der ältesten Burganlage, von der noch dreiteilige Fenstergruppen der Stauferzeit erhalten sind. Durch einen achteckigen Treppenturm mit einem schönen Portal von 1562 werden Palas und Wohnbau miteinander verbunden. Auf deutlich tieferer Bergstufe steht die Vorburg, die immer weiter zur Wohnburg ausgebaut wurde. Heute eine imposante Ruine, übertrifft der um 1600 errichtete „neue“ Löwensteiner Bau den stattlichen Johannesbau. Richtung Taubertal stößt ein spätgotischer Altan mit durchbrochener Maßwerkbrüstung hervor. Der Archivbau über dem Torhaus stammt noch aus der Barockzeit.
Der etwa 25 m hohe Bergfried kann als Aussichtsturm bestiegen werden und bietet einen sehr guten Blick auf Wertheim sowie Tauber und Main.

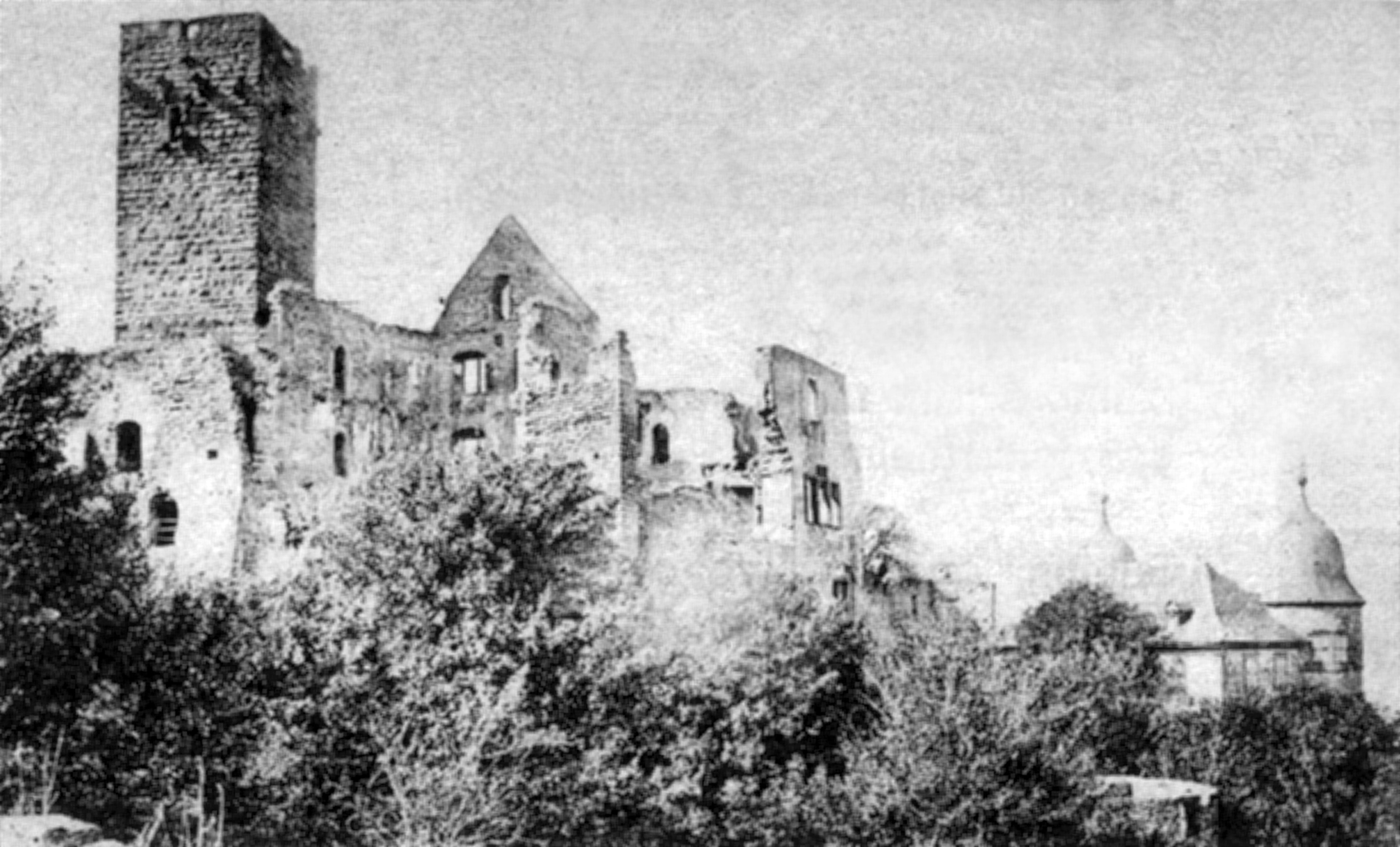
Blick auf die nördliche Front (Aufnahmedatum vor 1907)
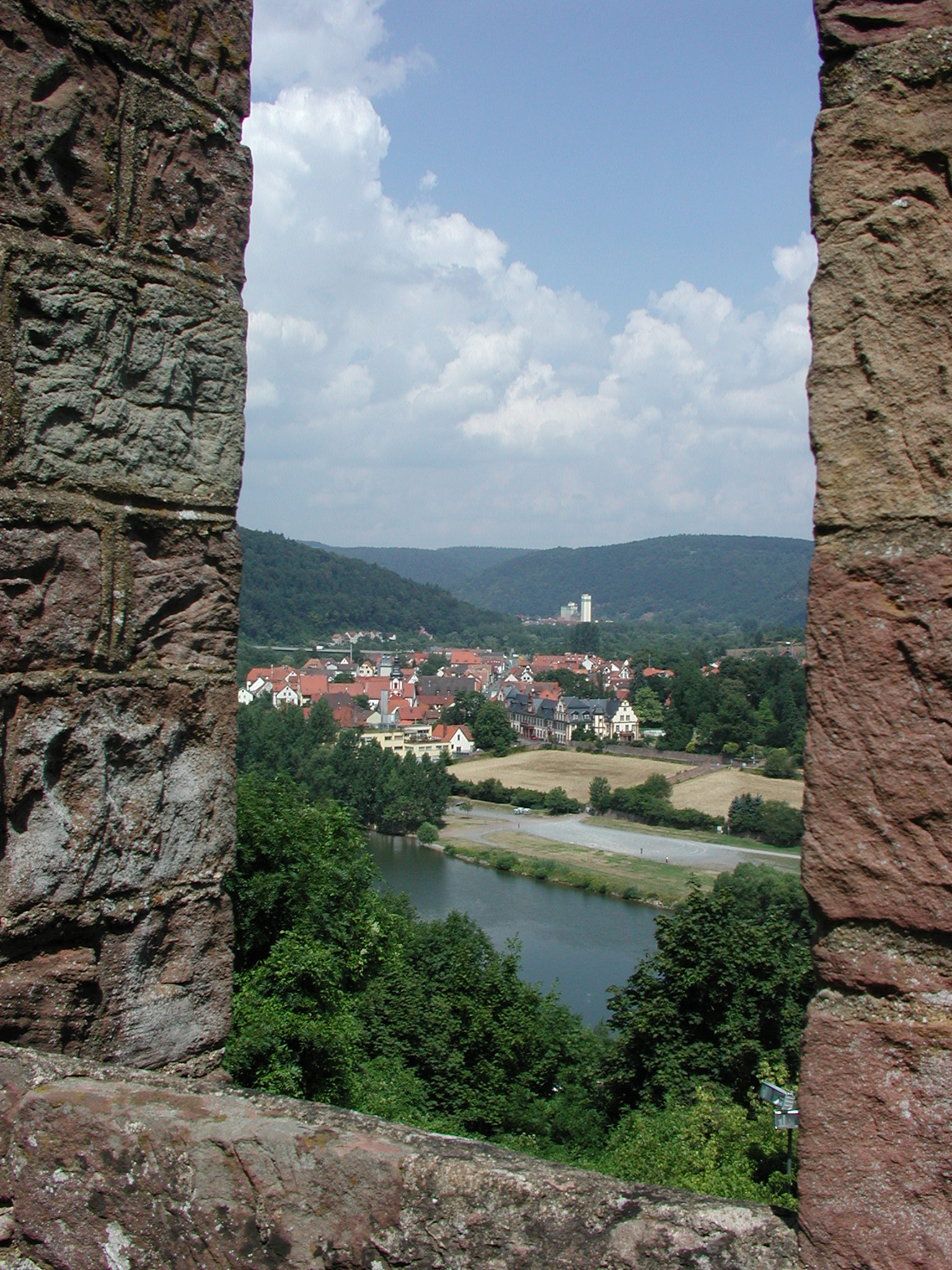
Blick von der Burg auf Kreuzwertheim
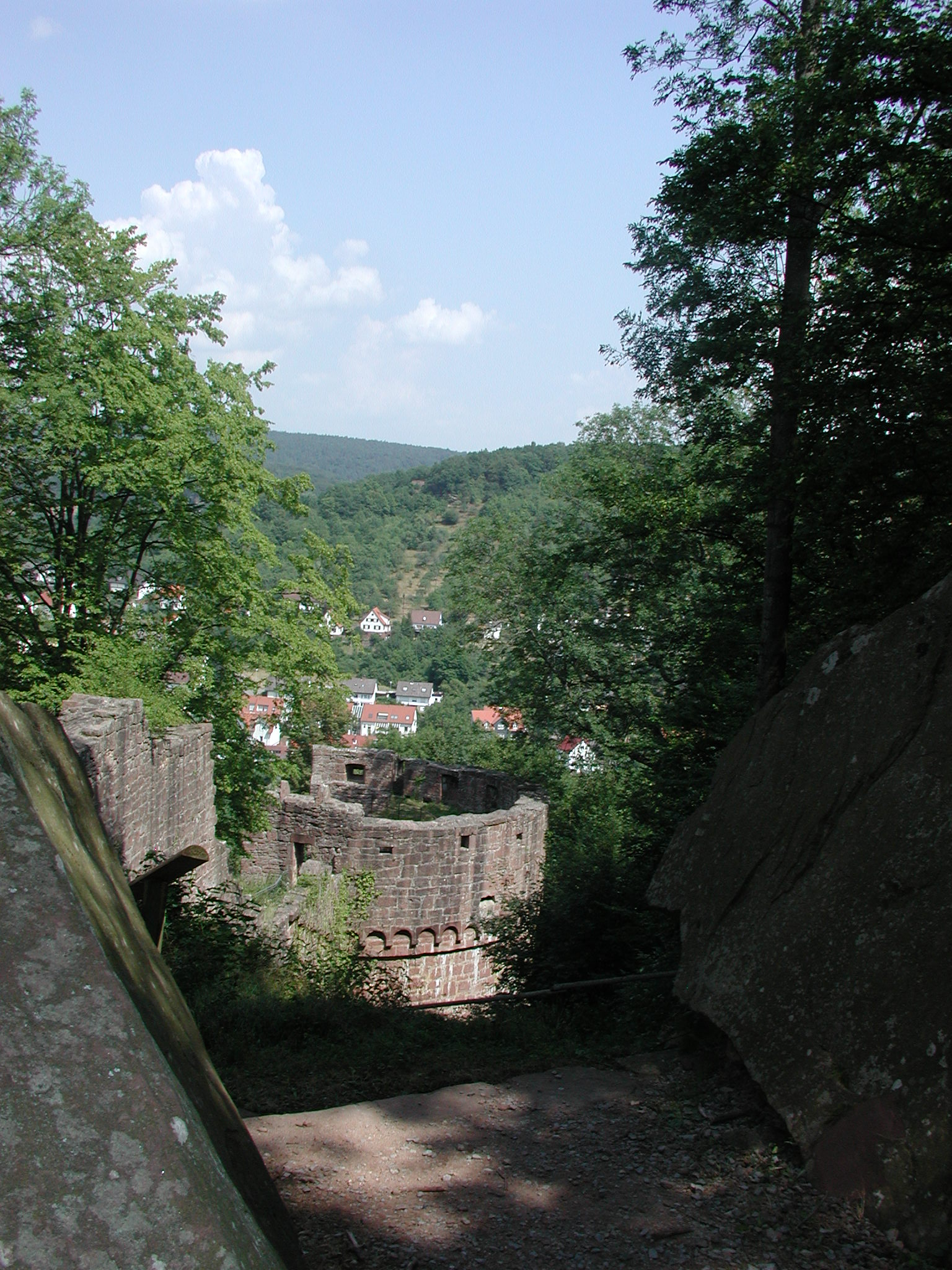
Burgmauern
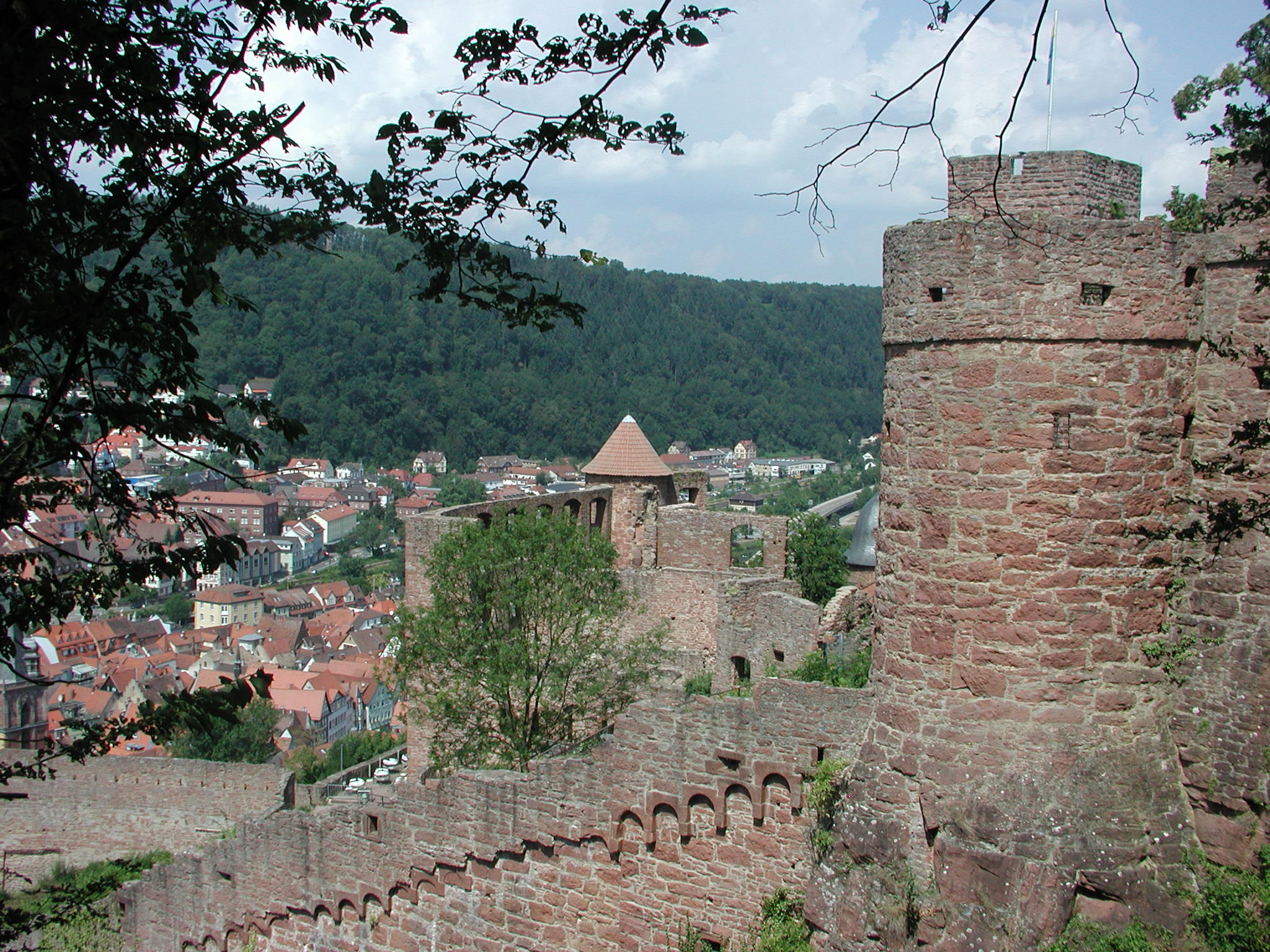
Burgperspektive